# Tresivio
Tresivio (lombardul: Tresiv) település Olaszországban, Sondrio megyében. Lakosainak száma 2023 fő (2023. január 1.). Tresivio Montagna in Valtellina, Piateda, Poggiridenti és Ponte in Valtellina községekkel határos.

## Népesség
A település népességének változása:
| Lakosok száma | 2008 | 1998 | 2023 |
|               | 2017 | 2018 | 2023 |